# Jeff Smith
Pour les articles homonymes, voir Jeff Smith (homonymie) et Smith.
Jeff Smith (né le 27 février 1960 à McKees Rocks) est un auteur de bande dessinée américain. Il est surtout connu pour Bone, série de fantasy qu'il a auto-publié de 1991 à 2004.

## Biographie
Passionné de dessin et d'animation, Jeff Smith publie ses premiers travaux professionnels dans le journal
de l’université d'État de l'Ohio sous la forme d’un strip quotidien baptisé Thorn (en) (nom d'un des personnages principaux de Bone). En 1986, après s’être initié aux techniques d’animation, il co-fonde l’agence de dessin animé Character Builders, et tente en vain d’y placer Thorn, ce comic strip qui lui tient à cœur.
En 1991, il fonde la maison d'édition Cartoon Books pour y publier son nouveau projet, Bone, série humoristique qu'il réalise seul. Avec l'aide de sa femme, qui s'occupe des aspects commerciaux et financiers de l'entreprise, Smith parvient à sortir de l'anonymat et sa série à la croisée de Walt Disney et de Tolkien devient rapidement un best-seller de l’auto-édition. Recommandée par diverses célébrités parmi lesquelles Will Eisner ou Neil Gaiman, elle reçoit de nombreuses récompenses. Smith revendique comme influences Pogo, un comic strip syndiqué qui a été publié sous forme de recueil, Astérix, et surtout le Picsou de Carl Barks, un des dessinateurs attitrés de Disney.
Smith publie 55 comic books et neuf recueils de Bone jusqu'à la conclusion de l'histoire en 2004. Il réalise également quelques histoires annexes, comme Big Johnson Bone contre les rats-garous (en), aventure humoristique écrite par Tom Sniegoski (en) ou Rose (en) préquelle de Bone illustré par Charles Vess (2000-2002) dans un style assez réaliste. Bone a été traduit et édité en de nombreuses langues. L'édition française, en noir et blanc, a été publiée par Delcourt en onze tomes, dont cinq traductions attribués à Alain Ayroles l'auteur de Garulfo.
Après Bone, Smith travaille sur la mini-série Shazam!: The Monster Society of Evil (2007), dans l'univers de Captain Marvel. L'année suivante, il lance son nouveau projet, la série de science-fiction réaliste Rasl, dont les quinze volumes paraissent jusqu'en 2012. En 2013, il annonce son nouveau projet,  Tüki: Save the Humans, bande dessinée retraçant l'histoire du premier humain à quitter l'Afrique.

## Récompenses
- 1993 :
  - Prix Russ Manning[2]
  - Prix Eisner de la meilleure publication humoristique pour Bone[3]
- 1994 : Prix Eisner du meilleur auteur, de la meilleure série et de la meilleure publication humoristique pour Bone ; de la meilleure histoire à suivre pour « The Great Cow Race », dans Bone no 7-11[3]
- 1994 : Prix Harvey du meilleur auteur pour Bone ; du meilleur album reprenant du matériel auparavant sorti pour Bone: Complete Bone Adventures ; de l'humour[4]
- 1995 :
  - Prix Eisner de la meilleure série, du meilleur auteur humoristique et de la meilleure publication humoristique pour Bone[3]
  - Prix Harvey du meilleur auteur pour Bone[4]
- 1996 : Prix Harvey du meilleur auteur pour Bone[4]
  - Prix du comic book de la National Cartoonists Society (NCS)[2]
  -  Prix Adamson du meilleur auteur international pour l'ensemble de son œuvre[5]
  - Alph-Art du meilleur album étranger pour Bone[6]
- 1997 : Prix Harvey du meilleur auteur pour Bone[4]
  - Prix du comic book de la NCS[2]
  -  Prix Urhunden du meilleur album étranger pour Bone : La Grande Course[7]
- 1998 :
  - Prix Eisner du meilleur auteur humoristique pour Bone[3]
  -  Prix Sproing de la meilleure bande dessinée étrangère pour Bone : La Forêt sans retour[8]
- 1999 : Prix Harvey du meilleur auteur pour Bone[4]
- 2000 :
  - Prix Harvey du meilleur auteur pour Bone[4]
  -  Prix Sproing de la meilleure bande dessinée étrangère pour Bone : La Grande Course[8]
- 2003 : Prix Harvey du meilleur auteur pour Bone[4]
- 2005 : Prix Eisner du meilleur recueil pour Bone One Volume Edition[9]
- 2005 : Prix Harvey du meilleur auteur pour Bone ; du meilleur album reprenant des travaux auparavant publiés pour Bone One Volume Edition[4]
- 2006 :  Prix Micheluzzi de la meilleure série étrangère pour Bone[10]
- 2007 :  Prix Micheluzzi de la meilleure série étrangère pour Bone[11]
- 2014 : Prix Eisner du meilleur recueil pour Rasl[12]